# Château de Plaue
 (juin 2023).

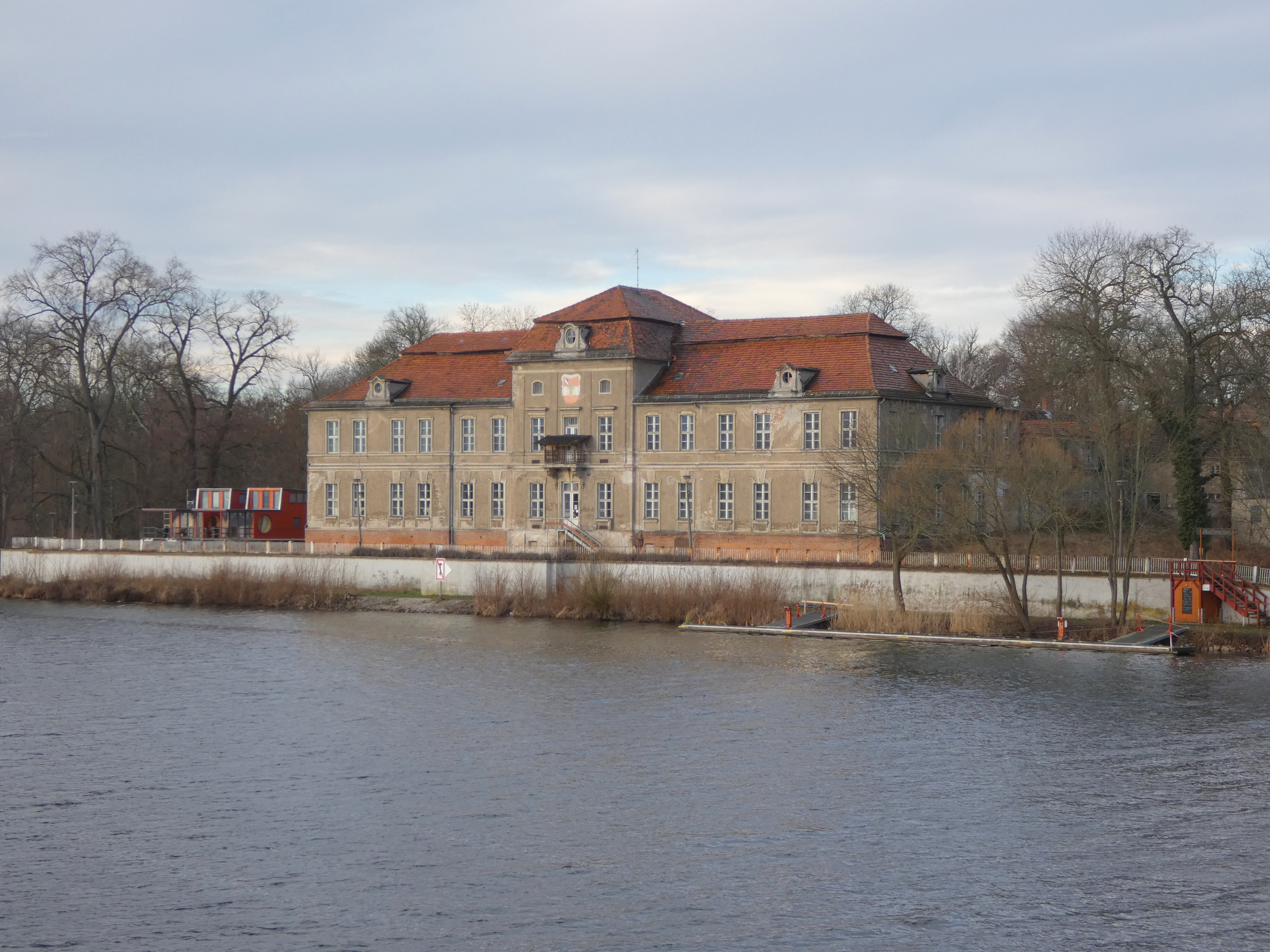
Le château de Plaue côté de la Havel

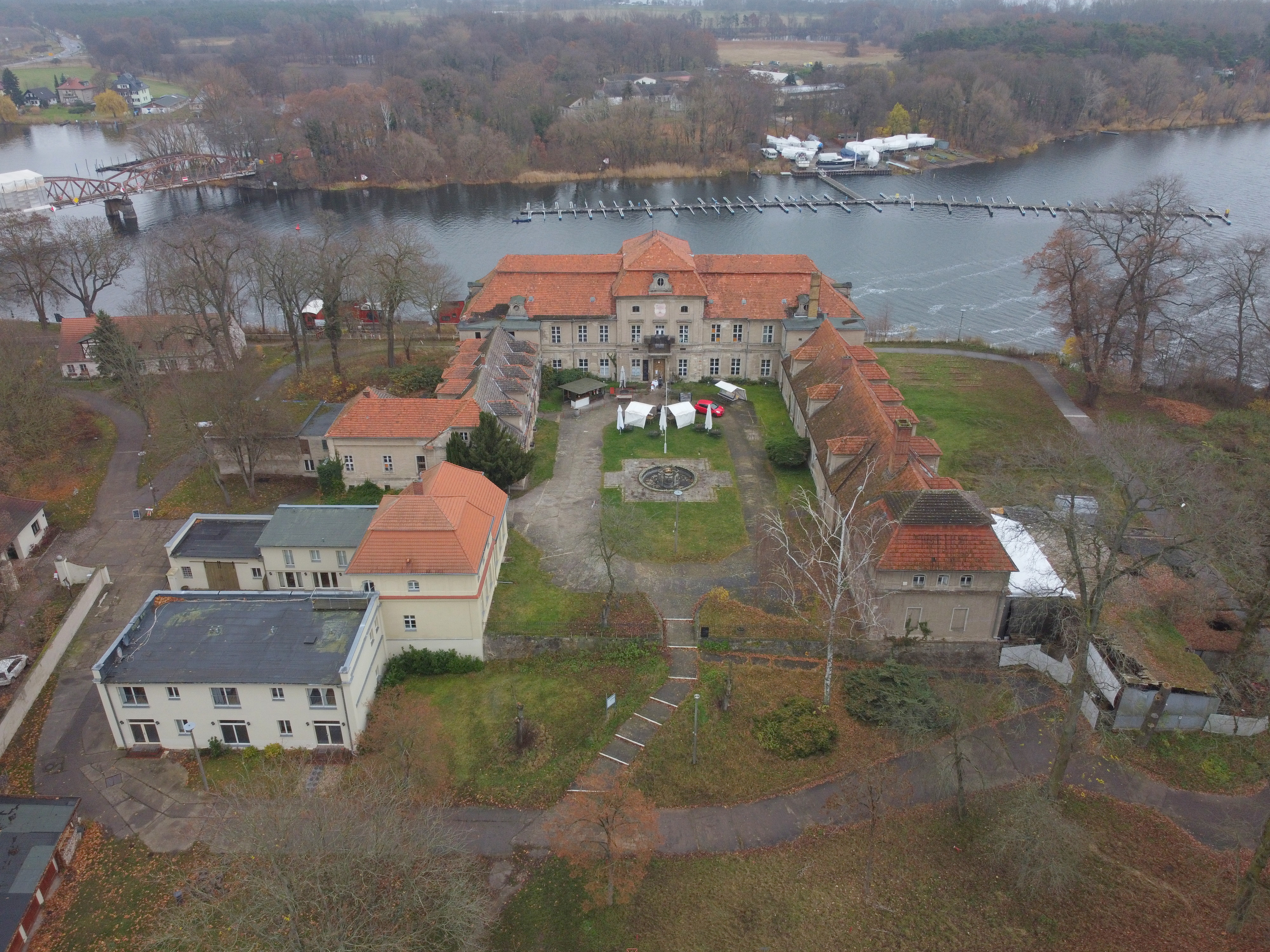
Côté cour du château de Plaue sur une photographie aérienne

Le château de Plaue est un château baroque situé dans le quartier de Plaue à Brandebourg-sur-la-Havel. Il se trouve sur la rive ouest de la Havel directement à sa sortie du lac de Plaue (de). Il a été construit sur les vestiges de l'ancien château de Plaue. Le parc du château de Plaue en tant que jardin paysager s'étend au sud du château sur les rives du Plauer See jusqu'au lac Wende (de).

## Histoire

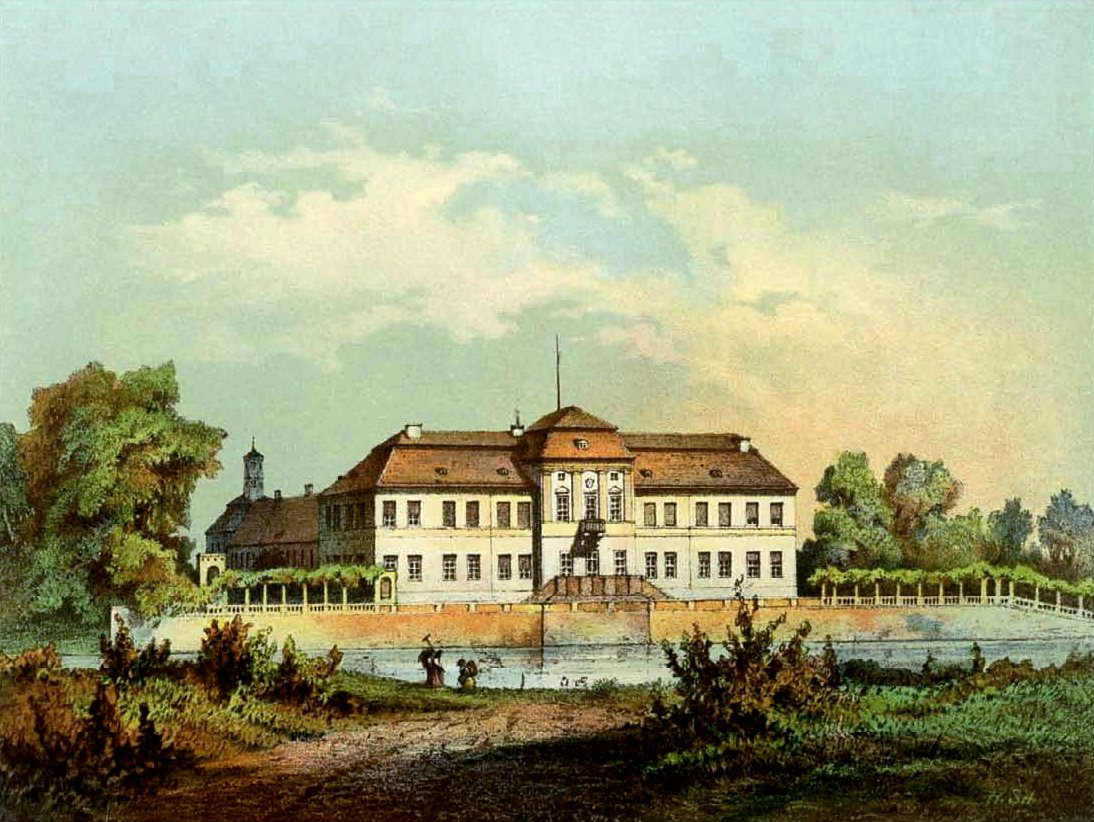
Château de Plaue vers 1860, collection Alexander Duncker

### Débuts
Un rempart slave existe probablement déjà à la place du château, mais sa présence n'est attestée qu'indirectement. Lors de travaux de terrassement, plusieurs tessons datant du IXe au XIIe siècle ont été trouvés et sont d'origine slave. Le site est également typique d'un château fort slave (voir château de Parey (de), château de Pilatsch (de) ou château "Alt Rathenow" (de)) situé directement sur la rive de la Havel, à environ 2 mètres au-dessus du niveau environnant.

### Fortifications frontalières entre le Brandebourg et Magdebourg
Entre le 12e et le 15e siècle, Plaue, lieu stratégique situé sur une route commerciale déjà importante au Moyen Âge, l'actuelle Bundesstraße 1, et sur la Havel, est disputé entre la Marche de Brandebourg et la principauté archiépiscopale de Magdebourg. Le château assure longtemps la frontière entre les territoires. Plaue est mentionné pour la première fois en 1197 comme le nom d'une famille qui s'appelle ou est nommée d'après le château. Plusieurs membres de la famille sont liés en tant que ministériels à l'archevêque de Magdebourg ou à l'évêque de Brandebourg (de). Heinrich de Plawe, mentionné en 1197 et 1198, est redevable à ce dernier.
Le village de Plaue lui-même est mentionné pour la première fois en 1216 en tant que principal lieu de frontière entre l'évêché de Brandebourg (de) et l'archevêché de Magdebourg, qui ne doivent pas être confondus avec les territoires séculiers de la Marche et de l'archevêché. Avant 1268, Plaue et son château sont la propriété du margrave de Brandebourg, mais il semble qu'ils soient ensuite passés à la principauté archiépiscopale de Magdebourg après l'extinction de la lignée ascanienne. En 1294, le castrum de Plaue est mentionné par écrit. À partir de 1334, le château (hus) st mis en gage avec le droit de passage et de douane. La mise en gage est en partie liée à la condition d'améliorer la construction du château. Sur la rive Est de la Havel, de l'autre côté de la rivière, les margraves de Brandebourg construisent un contre-château (de), mentionné en 1336 sous le nom de Niederhus. Dans les plus anciens livres de fief de Magdebourg, le castrum de Plaue est décrit comme le siège de châtelains et de vassaux qui ont leurs fiefs dans les villages magdebourgeois environnants.

### Château des chevaliers brigands
En raison des querelles entre Brandebourg et Magdebourg, qui ont également fait l'objet de guerres répétées, les détenteurs de gages du château de Plaue deviennent relativement indépendants à la fin du XIVe siècle. C'est d'abord le cas de Lippold von Bredow (de), gouverneur de la Marche-Centrale. Sa fille Agnès est mariée à Johann von Quitzow (de), le château lui est transmis. Johann von Quitzow a obtenu une position totalement indépendante à Plaue et passe de nombreuses années avec son frère Dietrich von Quitzow (de) en tant que barons-bandits à mettre en péril les possessions du Brandebourg et de Magdebourg. En 1414, le margrave Frédéric Ier, en alliance avec l'archevêque de Magdebourg, s'empare du château après un siège et chasse les Quitzow (de) de Plaue. En 1421, les litiges entre Brandebourg et Magdebourg concernant le château de Plaue sont réglés à la suite d'une sentence arbitrale et de la renonciation de l'archevêque Gonthier II (de). L'archevêque Frédéric III (de) renonce définitivement à Plaue en 1449 dans un traité de Zinna.

### Dans l'Électorat de Brandebourg jusqu'à sa destruction pendant la guerre de Trente Ans

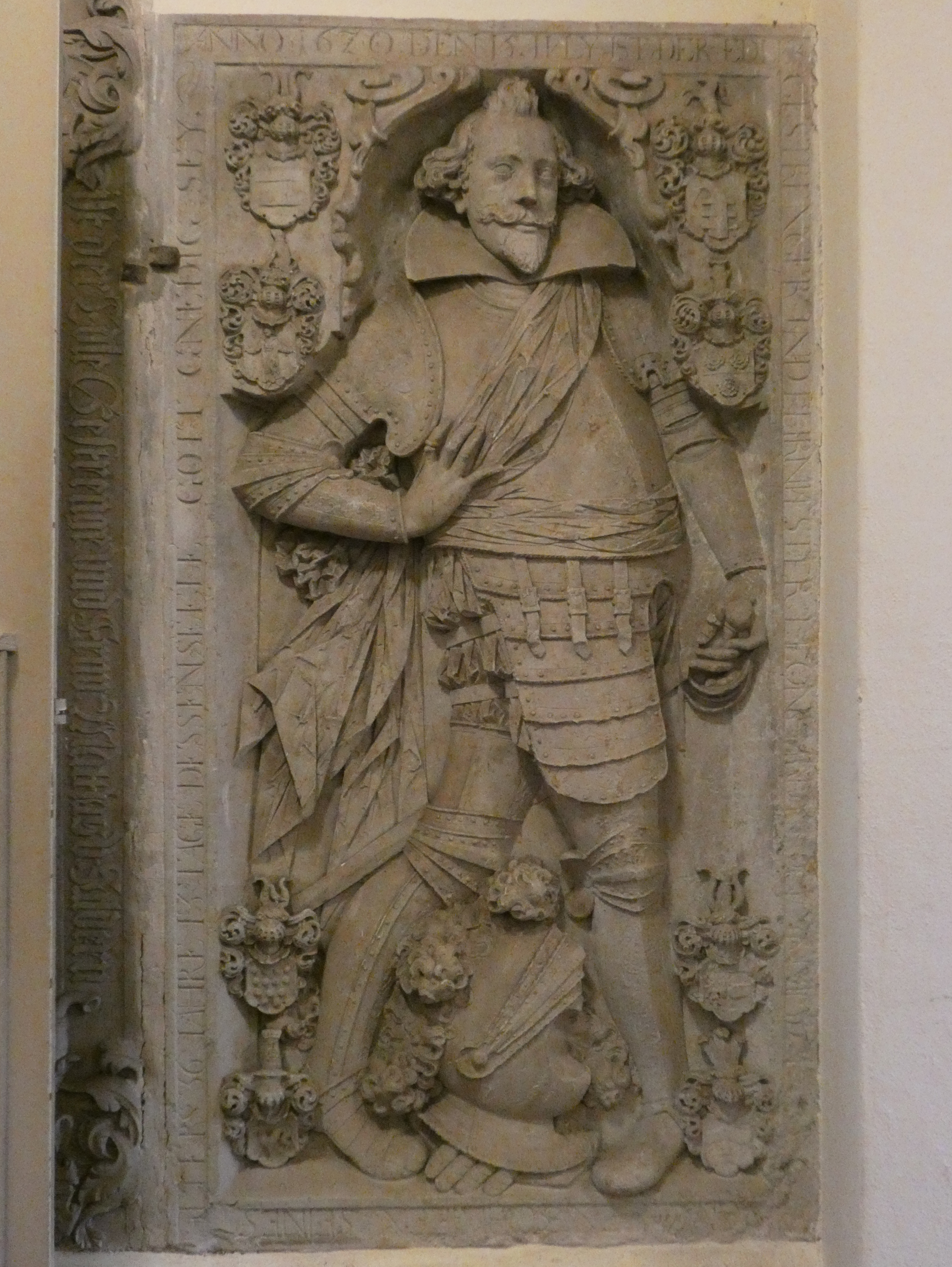
Seigneur du château Leonhard von Arnim (1584–1620); Dalle funéraire de l'église paroissiale de Plaue

En 1459, le chambellan du prince-électeur Georg von Waldenfels (de) reçoit Plaue, tout d'abord comme gage, à condition qu'il fasse construire un pont achevé en 1463 à la place de la liaison par bac sur la Havel. En 1469, un fief héréditaire est lié à la condition de rénover les fortifications du château. Au début du XVIe siècle, on décrit pour la première fois une chapelle castrale avec un autel Saint-Anne. Le prince-électeur Joachim Ier prend Plaue en possession personnelle en 1531. En 1544, le château est racheté par Franz von Dornstätt pour 12 000 florins. Pour le dédommager, Matthias von Saldern (de), avance 5.000 florins au prince-électeur et reçoit à son tour le château de Plaue en gage, bien que celui-ci ait été attribué en 1547 à Sabine de Brandebourg-Ansbach, l'épouse du futur électeur Jean-Georges, en tant que propriété privée. En 1560, le prince-électeur Joachim II échange le gage contre le château de Plattenburg (de) à Matthias von Saldern. En 1577, Johann Georg vend le château de Plaue à la famille von Arnim en 1577. Le château et la petite ville de Plaue sont détruits pendant la guerre de Trente Ans.

### De la guerre de Trente Ans à la Seconde Guerre mondiale

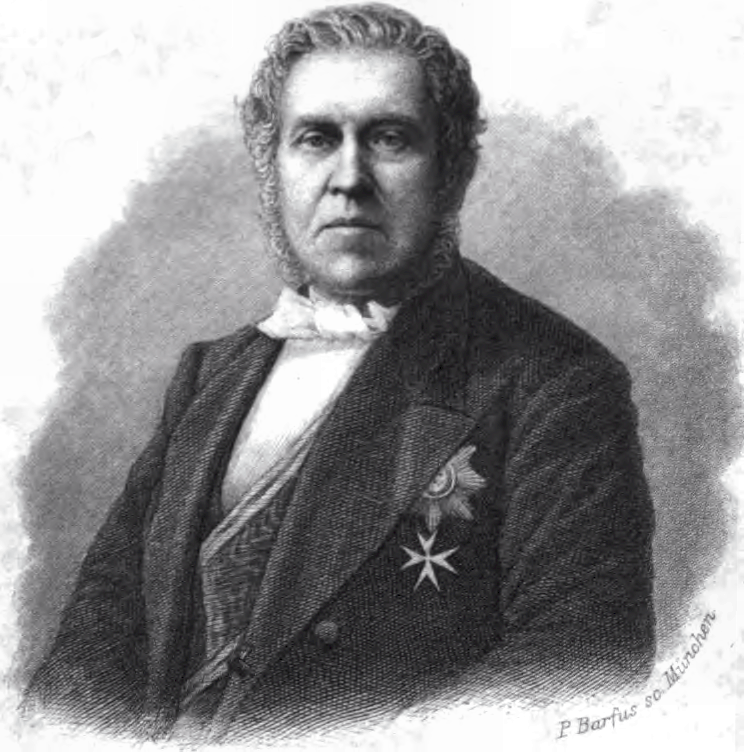

Le château de Plaue est déjà la propriété de la famille von Görne (de) depuis 1620. Le ministre prussien Friedrich von Görne (de) fait construire le palais de la Plaue sous sa forme actuelle de 1711 à 1715 ou 1716 en tant que nouveau construction baroque. Le nouveau bâtiment aurait coûté 23 460 thalers. Il reste le propriétaire du château jusqu'en 1745. Son fils Leopold von Görne (de) lui succède de 1745 à 1765 et vend le château. Lui succèdent comme propriétaires du château, de 1765 à 1793, le général prussien Henri-Guillaume d'Anhalt, qui fait démolir de nombreuses structures créées dans le village de Plaue, et la famille d'Adolf Julius Lauer von Münchhofen (de). En 1839, le château de Plaue passe aux mains des comtes de Kœnigsmark, dont il reste la propriété jusqu'en 1945, aux mains de Hans-Guido, comte de Kœnigsmark-Plaue sur Plaue  et propriétaire du fief familial de Netzeband, Schönberg avec Doß Krug dans le Mecklembourg et Stöffin.

### À partir de 1945
À la fin de la Seconde Guerre mondiale, le château de Plaue est pillé par l'Armée rouge. Après l'expropriation, il devient pendant une courte période une maison de repos pour les enfants soviétiques et un hôpital militaire. De 1946 à 1966, il accueille une école administrative. De 1965 à 1966, une remise en état est effectuée, à la suite de laquelle la façade est fortement simplifiée. Un institut de formation linguistique intensive, une école d'interprètes du ministère des Affaires étrangères de la RDA, s'y installe ensuite.
En 1989, le bâtiment est ouvert pour la première fois au public. En 1993, l'institut linguistique est fermé et le château de Plaue devient la propriété de l'état de Brandebourg. Après d'autres ventes, sans que la rénovation complète de la maison de maître ne soit réalisée, la société Dolphin Trust reprend le château de Plaue en 2018 avec le projet de transformer le site à long terme pour y accueillir des personnes âgées et, en tant que nouveau propriétaire, de poursuivre l'activité gastronomique jusqu'en 2021.

## Architecture
Le château de Plaue est un château à trois ailes. Le corps de logis oriental se trouve directement au bord de la Havel et comporte deux étages. L'avant-corps central est surélevé d'une mezzanine. Le toit à la Mansart est recouvert de queues de castor rouges. Les ouvertures sont par exemple des lucarnes à queue. À l'étage supérieur, un balcon donne sur la cour d'honneur et sur la rivière. Un escalier extérieur à deux niveaux côté rivière est en grande partie démantelé. Les ailes latérales sont de plain-pied. L'aile latérale sud se termine par l'ancienne chapelle castrale, elle aussi surélevée par une mezzanine. L'ancienne chapelle castrale a un toit à la Mansart, le reste de l'aile sud un toit en bâtière avec des lucarnes en croupe. L'aile latérale nord présente un toit en croupe et des lucarnes à croupe. La façade du château est crépie en gris. Les éléments structurants sont, par exemple, les corniches, les chambranles, les clefs de voûte en stuc. Un bâtiment de tête, construit en 1913 et entourant la cour d'honneur, est séparé de l'aile nord par un chemin. Il a un toit à la Mansart. Dans la cour se trouve une fontaine.

## Parc du château

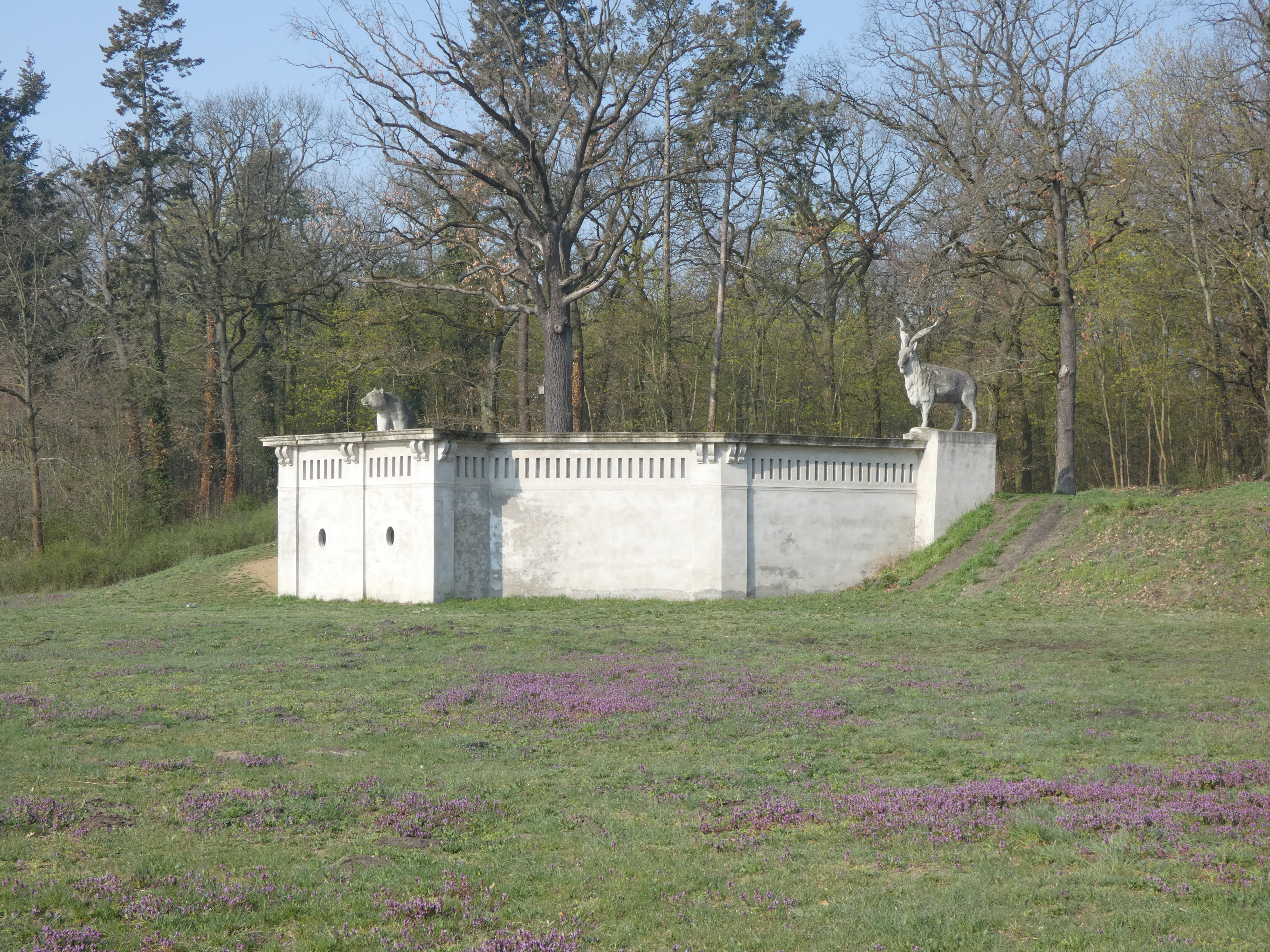
Le stand de tir au pigeon d'argile historique ; il serait le plus ancien au monde à avoir été conservé.

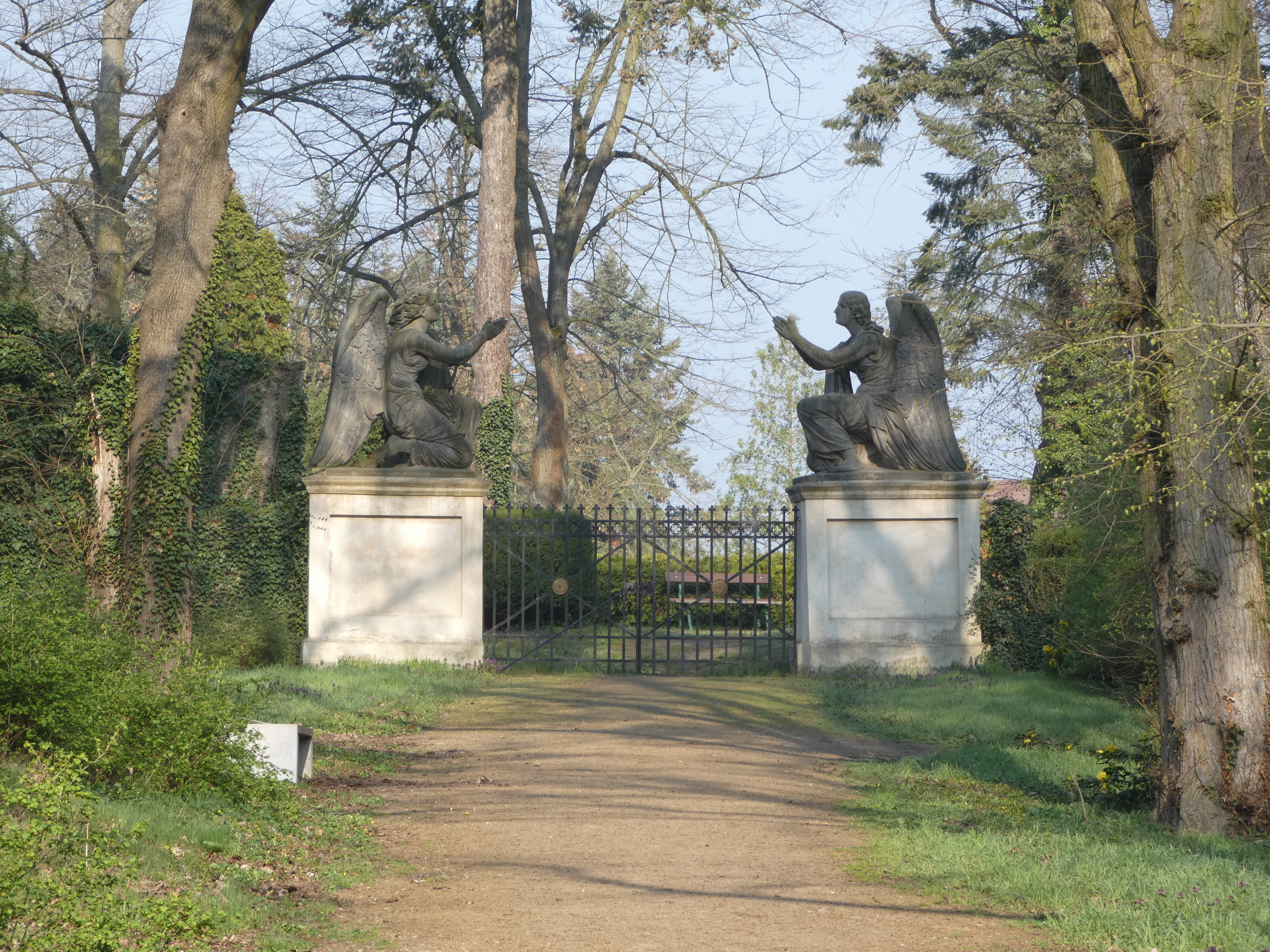
La porte des Anges entre le parc du château et le cimetière

Le parc du château se trouve au sud du château. Il s'étend le long de la rive nord-ouest du lac de Plau jusqu'au lac Wende et au pont du pont du Jardin du lac (de). Son agrandissement est le résultat d'une extension par Leopold von Görne en 1755 et de la transformation en parc paysager par la famille von Kœnigsmarck vers 1850. Le parc du château est accessible au public depuis 1935. Le sentier Fontane (de) de Plaue, la véloroute de la Havel (de), la route touristique du Brandebourg (de) et la route touristique des 7 lacs traversent les jardins du château.
Dans le jardin paysager à l'anglaise, on trouve des vestiges d'anciens bâtiments. La tour de la faim (de) est une construction en staffage avec des axes visuels (de) vers le château et le lac. Elle est démolie dans les années 1950, à l'exception de ses fondations. Le socle d'une statue en forme d'urne près de laquelle sont enterrés les chiens des comtes de Kœnigsmarck est également conservé. Sur le site d'une ancienne sépulture de chevaux se trouve depuis 2012 une sculpture en bronze de Theodor Fontane, qui décrit le château de Plaue en 1889 dans le cinquième volume Fünf Schlösser de son ouvrage Wanderungen durch die Mark Brandenburg (de). La sculpture est réalisée par l'artiste Dirk Harms (de).
Un stand de tir au pigeon d'argile serait le plus ancien conservé au monde et a été construit vers 1900 par le propriétaire du château Hans Adolf Erwein Max comte von Kœnigsmarck. Elle est ornée de figures animales plus grandes que nature posées sur des socles, d'un ours et d'un markhor (Capra falconeri), souvenirs d'une partie de chasse dans l'Himalaya et de trophées ajoutés ultérieurement. Le champ de tir est restauré en 2013 et les figurines d'animaux gravement endommagées sont remplacées par des copies.
L'étang du château, situé au sud de celui-ci, possède deux liaisons avec le lac de Plaue, que traversent deux ponts en briques incurvés, construits entre 1851 et 1880. Le mur du jardin du presbytère est également en briques. Il s'agit du reste de l'ancien mur de délimitation et date des débuts du parc paysager, vers le milieu du XIXe siècle. Le mur du cimetière a été construit à la même époque que le mur du jardin du presbytère. Depuis le parc du château, on accède au cimetière de l'église paroissiale de Plaue (de) par la "porte des anges". Par cette porte, la famille de patronage du comte a son propre accès du château au cimetière avec ses tombes familiales et à l'église. La porte des anges en fer est encadrée par deux grandes sculptures d'anges sur des socles. Les anges sont sculptés en grès par A. Möller en 1835, à la demande de la châtelaine, la baronne Charlotte von Lauer-Münchhofen.
Un embarcadère en forme de T, qui s'avance dans le lac de Plau, était utilisé par l'administration douanière de la RDA. Il servait à surveiller la navigation fluviale en provenance et à destination de Berlin-Ouest. Le quai est remblayé au milieu des années 1970 et est équipé d'une guérite et d'une barrière.
Au sud, à côté du parc, se trouve une ancienne briqueterie. La briqueterie est exploitée au moins de 1842 à 1914. Elle appartient d'abord à un certain Ferdinand Michaelis de la ville de Rathenow et est ensuite repris par le comte von Kœnigsmarck. Après sa fermeture, le site accueille une pépinière et une jardinerie, qui sont exploitées jusqu'au début des années 1990. Les bâtiments de la briqueterie abritent déjà l'exploitation du parc depuis 1890 environ. La remise s'y trouve.
Un étang au sud-ouest du parc, dans lequel on élevait des carassins (Carassius carassius), une sorte de poisson-carpe, s'est ensablé. Cette partie du parc est peu entretenue et laissée à l'état sauvage comme refuge pour les oiseaux et autres animaux. En outre, une école et un terrain de sport se trouvent à proximité sur d'anciennes surfaces de parc. Un jardin à la française était entouré d'un mur d'environ 2 mètres de haut. Dans ce jardin du château, on cultivait par exemple des fruits. Il est détruit après l'expropriation en 1945. Des vestiges de murs sont conservés sur les terrains privés jouxtant le parc du château.